# The Sleepy Jackson
The Sleepy Jackson es una banda de rock pop originaria de Perth, Australia. El nombre del grupo está inspirado en un exbaterista que sufría de narcolepsia. El sonido de la banda gira en torno al distintivo estilo vocálico del compositor Luke Steele. Mientras que una serie de aclamados EP lanzados en Australia trajo a The Sleepy Jackson a la atención musical de su país, fue el álbum Lovers del 2003 que impulsó directamente la carrera internacional de la banda.

## Historia

### Origen
Luke Steele proviene de una familia de músicos: su padre Rick Steele es un músico local de Blues, al igual que dos de sus hermanos; siendo Jesse un miembro anterior de The Sleepy Jackson (aunque toca ahora con su padre) y estando su hermana Katy al frente de otra banda independiente de rock de Perth llamada Little Birdy.

## Miembros
- Luke Steele - voz, guitarra
- Malcolm Clark - batería, teclados
- Lee Jones - guitarra, teclados
- Dave Symes - bajo
- Jake Steele - teclados, sampleos
- Snappy Dolphin - sampleos

### Miembros anteriores
- Jonathan Dudman - bajo
- Julian Dudman (Jules Cortez) - guitarra
- Jesse Steele - batería
- Matt O’Connor (difunto) - bajo
- Paul Keenan - batería
- Ronan Charles - teclados
- Ben Nightingale - guitarra
- Justin Burford - guitarra
- Rodney Aravena - bajo

## Discografía

### Álbumes
- Lovers - 30 de junio de 2003
- Personality - One Was A Spider, One Was A Bird - 15 de junio de 2006

### Sencillos
De Lovers:
- "Miniskirt" (2000)
- "Vampire Racecourse" (2003) - #71 en Australia
- "Good Dancers" (2003)
- "Come To This" (2004)

De Personality - One Was A Spider, One Was A Bird:
- "God Lead Your Soul" (2006) - #25 en Australia
- "Devil Was In My Yard" (2006)
- "I Understand What You Want But I Just Don't Agree" (2006)

### EP
- The Sleepy Jackson (independiente, 2000)
- Caffeine In The Morning Sun (2001)
- Let Your Love Be Love (2002)

## Nominaciones
- 2003 ARIA Awards - Álbum del Año – Lovers
- 2003 ARIA Awards - Mejor Artista Nuevo - sencillo - Vampire Racecourse
- 2003 ARIA Awards - Mejor Artista Nuevo - álbum - Lovers
- 2003 ARIA Awards - Mejor Álbum de Rock - Lovers
- 2003 West Australian Music Industry Awards - Sencillo o EP local Más Popular - Let Your Love Be Love
- 2003 ARIA Awards - Productor del Año - Jonathan Burnside por Lovers
- 2006 ARIA Awards - Álbum del Año - Personality - One Was A Spider, One Was A Bird
- 2006 ARIA Awards - Mejor Arte de Portada - Luke Steele, James Bellesini en "Love Police"
- 2006 J Award - Personality - One Was A Spider, One Was A Bird

## Trivia
- The Sleepy Jackson son mencionados en la canción "Catch My Disease" del álbum 2005 Awake Is the New Sleep de Ben Lee.